# If (Unix)
Az if a Unix shell beépített utasítása. Shell scriptekben használatos. Alakja:
```
if 
feltétel

then 
shell-utasítások

elif 
feltétel

then 
shell-utasítások

...
else 
shell-utasítások

fi
```

A feltétel egy (vagy több összekapcsolt) Unix parancs, melynek visszatérési értékétől függ az if működése. Ha a visszatérési érték 0 (a parancs sikeres), a then ág hajtódik végre, ha nem, az elif ágak közül az első sikeres; ha ilyen sincs, akkor az else ág.
Több elif lehet, de mindegyik el is maradhat az else-zel együtt. Ha nincs else, és egyik if/elif feltétel sem teljesül, további utasítás nem hajtódik végre.
Példa: a dir1 és dir2 könyvtár összehasonlítása.
```
if
 
diff
 
-rq
 
dir1
 
dir2

then
	
echo
 
"dir1 es dir2 azonos"

fi

```

Az else ágra nincs szükség, mert eltérés esetén a diff úgyis kiírja a különbségeket.
Az if-et gyakran a [ paranccsal használjuk. Ez a parancs a test parancs shellbe épített változata, mely kismértékben különbözik a shellek között. Példa:
```
FAJL
=
file.txt

if
 
[
 
!
 
-r
 
$FAJL
 
]

then
   
echo
 
$FAJL
 
nem
 
letezik

elif
   
[
 
!
 
-s
 
$FAJL
 
]

then
   
echo
 
$FAJL
 
ures

else
   
echo
 
Minden
 
rendben

fi

```